# 青森綜合警備保障
青森綜合警備保障株式会社（あおもりそうごうけいびほしょう）は、青森県と秋田県北部地方を営業エリアとする警備会社。本社を青森県青森市に置くALSOKの関連会社。

## 概要
1970年2月に青森県第一号の警備会社として設立。機械警備・警備輸送・常駐警備をおもな業務としている。青森空港の空港保安業務や青森県内の原子力関連施設の常駐警備も行っている。
近年では、青森県内や秋田県大館市の幼稚園・小学校を対象とした防犯授業「あんしん教室」を開催し、地域の防犯活動に協力している。

## 本社・支社・営業所
青森エリア
- 本社・青森支社/青森県青森市第二問屋町3丁目1番63号

八戸エリア
- 八戸支社/八戸市北インター工業団地3丁目2番113号
- 三戸営業所/三戸郡三戸町大字久慈町25

弘前エリア
- 弘前支社/弘前市大字扇町1丁目1番12号

十和田エリア
- 十和田支社/十和田市大字三本木字北平121番13
- 六ヶ所事務所/上北郡六ヶ所村大字尾駮字家の前76番6号
- 三沢事務所/三沢市大町2丁目7-7

むつエリア
- むつ営業所/むつ市大曲3丁目9番6号
- 東通事務所/下北郡東通村大字小田野沢字南通2番317
- 大間事務所/下北郡大間町大字大間字中山25番44号

五所川原エリア
- 五所川原営業所/五所川原市大字姥萢字桜木6番10号

秋田県大館・鹿角エリア
- 大館営業所/秋田県大館市字大田面297番2号

## 沿革
- 1970年2月9日 - 会社設立。
- 1970年5月1日 - 八戸市に八戸営業所を開設。
- 1971年6月23日 - 秋田県大館市に大館営業所を開設。
- 1971年6月26日 - 弘前市に弘前営業所を開設。
- 1974年8月8日 - 十和田市に十和田営業所を開設。
- 1974年11月1日 - 五所川原市に五所川原営業所を開設。
- 1976年10月12日 - むつ市にむつ営業所を開設。
- 1981年5月1日 - 三戸町に三戸出張所（翌年営業所昇格）を開設。
- 1995年4月1日 - 八戸営業所、弘前営業所、十和田営業所を支社に昇格。
- 2000年4月1日 - 本社社屋内に青森支社を開設。
- 2007年4月1日 - むつ営業所を支社に昇格。